# Großsteingräber bei Lübs
Die Großsteingräber bei Lübs waren vermutlich fünf megalithische jungsteinzeitliche Grabanlagen bei Lübs, einem Ortsteil von Gommern im Landkreis Jerichower Land, Sachsen-Anhalt. Alle wurden wohl im 18. oder frühen 19. Jahrhundert zerstört.

## Lage
Grab 1 befand sich nicht weit der Windmühle von Klein Lübs, auf der östlichen Seite des nach Gehrden führenden Wegs. Grab 2 lag nur wenige Meter hiervon entfernt. Grab 3 lag zwischen Lübs und Gödnitz, bei der ehemaligen Feldmark Rosenhagen, auf dem Ackerstück „Entenpfuhle“. Grab 4 lag bei Groß-Lübs, nahe am Weg nach Buhlendorf. Nordwestlich von Lübs lag das im 18. Jahrhundert zerstörte Großsteingrab Prödel, südöstlich lagen die drei Großsteingräber bei Gehrden, von denen heute noch eines erhalten ist.

## Forschungsgeschichte
Erstmals dokumentiert wurde die einstige Existenz von drei Großsteingräbern bei Lübs durch Joachim Gottwalt Abel, der zwischen 1755 und 1806 Pastor in Möckern war. Dieser hinterließ hierüber nur handschriftliche Aufzeichnungen, die 1928 durch Ernst Herms publiziert wurden. Etwa gleichzeitig mit Abel berichtete 1766 C. von Meußbach von der Ausgrabung eines vierten Grabes.

## Beschreibung

### Grab 1
Bei Grab 1 handelte es sich um ein nord-südlich orientiertes kammerloses Hünenbett. Es war bei Abels Dokumentation bereits teilweise zerstört und besaß noch zwölf aufrecht stehende Steine.

### Grab 2
Auch bei Grab 2 handelte es sich um ein nord-südlich orientiertes kammerloses Hünenbett. Es war ebenfalls schon teilweise zerstört. Es hatte ursprünglich zwei Steinreihen an den Langseiten besessen, von denen die meisten Steine bei Abels Untersuchung bereits entfernt worden waren; er konnte noch 22 kleine und zum Teil umgekippte Steine ausmachen.

### Grab 3
Grab 3 war ebenfalls ein nord-südlich orientiertes kammerloses Hünenbett. Es besaß zwei Steinreihen an den Langseiten, von denen bei Abels Untersuchung noch 26 erhalten waren. Der größte Stein stand an der südwestlichen Ecke und hatte eine Höhe von 8 Fuß (ca. 2,5 m) und eine Breite von 4 Fuß (ca. 1,2 m). Ein weiterer lag ein Stück verschleppt in östlicher Richtung.

### Grab 4
Nach Meußbach waren von dem vierten Grab 1766 noch etwas mehr als 20 Steine erhalten, die dicht beieinander auf einem Haufen lagen. Zur Bestimmung des Grabtyps reichen diese Angaben nicht aus. In dem Grab wurden (wahrscheinlich menschliche) Knochen sowie Keramikscherben, ein vollständig erhaltenes Gefäß und zwei Stücke Golddraht gefunden. Die Funde sind heute verschollen, es liegt allerdings eine Zeichnung vor, nach der es sich bei dem Gefäß um eine Kugelamphore gehandelt haben könnte. Es könnte sich somit um eine Bestattung der Kugelamphoren-Kultur gehandelt haben, wobei eine Goldbeigabe hierfür sehr außergewöhnlich wäre.

### Grab 5
Die mögliche Existenz eines fünften Grabes ist nur durch den Flurnamen „Teufelskellerberg“  auf einem historischen Messtischblatt überliefert. Angaben über Maße, Ausrichtung und Grabtyp liegen nicht vor.